# Lachenalia convallarioides
Lachenalia convallarioides är en sparrisväxtart som beskrevs av John Gilbert Baker. Lachenalia convallarioides ingår i släktet Lachenalia och familjen sparrisväxter. Inga underarter finns listade i Catalogue of Life.